# Kolonia Storkowo
Kolonia Storkowo – nieoficjalna osada wsi Storkowo w Polsce położona w województwie zachodniopomorskim, w powiecie stargardzkim, w gminie Ińsko.
Miejscowość położona jest 4,5 km na północny wschód od Ińska (siedziby gminy) i 40 km na północny wschód od Stargardu (siedziby powiatu).
Ok. 1,8 km na północny wschód od osady znajduje się wzniesienie Skórcza.
W latach 1975–1998 miejscowość administracyjnie należała do województwa szczecińskiego.